# Алтуховка (Хомутовский район)
Алтуховка — хутор в Хомутовском районе Курской области России. Входит в состав Ольховского сельсовета.

## География
Хутор находится в западной части Курской области, в лесостепной зоне, в пределах Среднерусской возвышенности, на расстоянии приблизительно 26 километров (по прямой) к юго-востоку от Хомутовки, административного центра района. Абсолютная высота — 145 метров над уровнем моря.
Климат
Климат характеризуется как умеренно континентальный. Среднегодовая температура — 5,2 °C. Средняя температура воздуха самого холодного месяца (января) составляет −9,3 °C (абсолютный минимум — −37 °С); самого тёплого месяца (июля) — 18,8 °C (абсолютный максимум — 41 °С). Годовое количество атмосферных осадков — 620 мм, из которых более 60 % приходится на тёплый период года. Снежный покров держится в течение 130—145 дней.
Часовой пояс
Хутор Алтуховка, как и вся Курская область, находится в часовой зоне МСК (московское время). Смещение применяемого времени относительно UTC составляет +3:00.

## Население
| 2002 | 2010 |
| ---- | ---- |
| 12   | ↘0   |